# Senna gundlachii
Senna gundlachii är en ärtväxtart som först beskrevs av Ignatz Urban, och fick sitt nu gällande namn av Howard Samuel Irwin och Rupert Charles Barneby. Senna gundlachii ingår i släktet sennor, och familjen ärtväxter. Inga underarter finns listade i Catalogue of Life.